# Luka Dončić
Luka Dončić (Liubliana, 28 de febrero de 1999) es un jugador de baloncesto esloveno que pertenece a la plantilla de Los Angeles Lakers de la NBA. Con 1,98 metros de altura juega en la posición de base pero también puede jugar como escolta.
En abril de 2015 se convirtió en el jugador más joven del Real Madrid Baloncesto en debutar en la Liga ACB (a la edad de 16 años y 2 meses), y el tercero más joven en la historia de la competición. Sus actuaciones a tan temprana edad le situaron rápidamente como uno de los jugadores emergentes más importantes de su época y de Europa, postulándose como uno de los primeros elegidos del draft NBA 2018 según los portales especializados.
Fue elegido en la tercera posición del draft por Atlanta Hawks, quienes traspasaron sus derechos inmediatamente a los Dallas Mavericks. Es el sexto europeo elegido en el top-3 en toda la historia de la NBA, y al término de la temporada fue nombrado rookie del año.

## Biografía
Su padre es Saša Dončić, exjugador de baloncesto de origen serbio que llegó a competir con la selección eslovena, y su madre es Mirjam Poterbin, exmodelo y bailarina de baile deportivo eslovena que fue campeona del mundo con el grupo Urska.
Luka comenzó a practicar a los seis años baloncesto, fútbol, judo y balonmano en la escuela primaria Miran Jarc de su ciudad natal, Liubliana. Tras decantarse por el baloncesto entró a formar parte de las categorías inferiores del Košarkarski klub Union Olimpija.

## Trayectoria deportiva

### Inicios

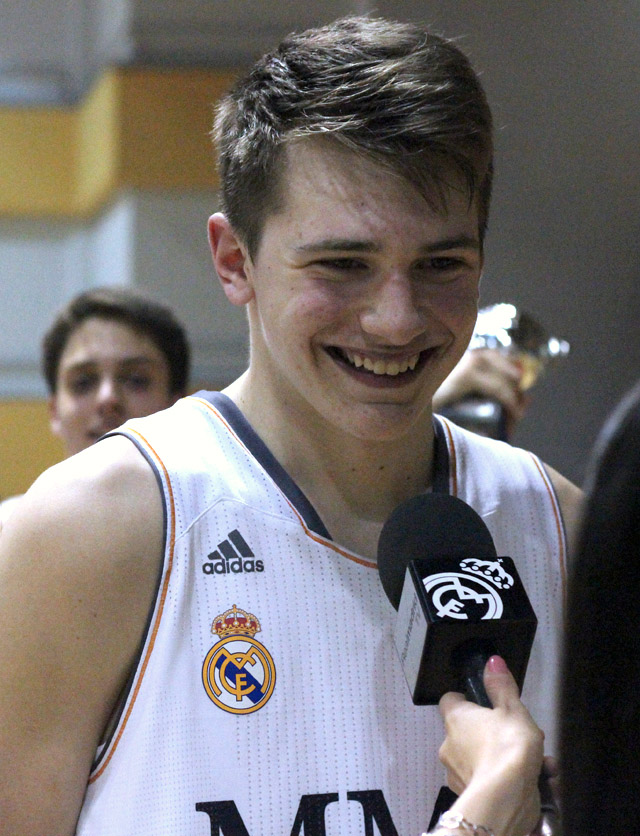
Luka Dončić en las categorías inferiores del Real Madrid, siendo entrevistado por la televisión del Club.

En 2010 inició su carrera como jugador en las categorías inferiores del Košarkarski klub Union Olimpija de su Liubliana natal. En abril de 2012 obtuvo el MVP del Torneo Lido di Roma, anotando 41 puntos en la semifinal y un triple-doble de 54 puntos, 11 rebotes y 10 asistencias en la victoria en la final contra la Società Sportiva Lazio Basket por 104-76 suscitando el interés de varios clubes de Europa.
A los 13 años, en septiembre de 2012, entró a formar parte de la cantera del Real Madrid Baloncesto, firmando un contrato de formación de cinco años, hasta su mayoría de edad. Antes de eso el jugador ya formó con los madrileños, en febrero de 2012, a modo de préstamo para la Minicopa del Rey de 2012. En la final anotó 20 puntos frente al Fútbol Club Barcelona, contando aún con solo 12 años de edad.
En su primera temporada con el equipo blanco logró el Torneo Infantil Ciutat de l’Hospitalet y fue nombrado MVP tras obtener 39 puntos y 10 rebotes contra el Bàsquet Manresa; 26 puntos, 9 rebotes, 7 robos y 5 asistencias frente al Club Joventut de Badalona y 25 puntos, 13 rebotes y 5 asistencias en la final. De nuevo logró la Minicopa del Rey de Vitoria 2013, siendo designado MVP del torneo con unos promedios de 24,3 puntos, 12 rebotes, 4,3 asistencias, 6,3 robos y 40,3 de valoración por partido. En febrero fue de nuevo proclamado MVP del Torneo Internacional Cadete de Budapest, contando con dos años menos que sus rivales situándose como una de las grandes promesas del baloncesto europeo.
A sus logros se unió en marzo el título en el Campeonato de España Infantil de Selecciones Autonómicas de Cádiz con la selección madrileña tras vencer en la final a la selección canaria por 60-59, torneo en el que promedió más de 23 puntos y 9 rebotes, y en junio el Campeonato de España Infantil de Guadalajara con el Real Madrid, quien lograba el título 14 años después del último. Dončić logró 36 puntos de valoración en los cuartos frente al Club Baloncesto Málaga, 45 en la semifinal frente al F. C. Barcelona y 19 puntos y 14 rebotes en la final frente al Canterbury Idecnet.
En la temporada 2013-14 —su primera como cadete— obtuvo el Torneo EA7 Emporio Armani en Génova. En la final, su equipo se impuso al Montepaschi Siena por 84-68 y el jugador fue escogido MVP con 36 puntos, 11 rebotes, 10 asistencias y 6 recuperaciones para 65 de valoración. En enero conquistó su segundo Campeonato de España de Selecciones Autonómicas tras imponerse en la final al País Vasco por 51-69, donde fue el mejor jugador del partido con 21 puntos y 19 rebotes, y en abril el Campeonato de Madrid Júnior —con jugadores al menos dos años mayores que él—. En el partido contra el Club Baloncesto Estudiantes obtuvo 23 puntos de valoración en 16 minutos de juego.
Ya como parte plena del equipo júnior se convirtió no solo en uno de los líderes del equipo sino también en uno de los del primer filial, el Real Madrid "B" de Liga EBA, logrando unos promedios de 14,5 puntos, 6,2 rebotes y 3,1 asistencias por partido ante jugadores de edad superior.
En el mes de enero de 2015 logró la victoria en el Torneo Júnior Ciutat de L’Hospitalet que años atrás consiguió como infantil. El esloveno logró 13 puntos, 7,2 rebotes, 4,4 asistencias y 1,8 robos por partido, lo que le valió ser elegido en el quinteto ideal del torneo. El 19 de abril de 2015 el Real Madrid Júnior se proclama nuevamente campeón del Campeonato de Madrid Júnior ganando a Torrelodones por 8 puntos con un espectacular final en el que metió dos triples de 8 metros en los últimos 2 minutos que le valieron para ser elegido MVP del torneo, logrando 20 puntos, 10 rebotes y 5 asistencias en la final, antes de lograr la victoria en el Campeonato de España Júnior con una nueva distinción MVP.
El 17 de mayo fue su primer partido en competición europea cuando el Real Madrid Júnior participó en la Euroliga Júnior (Euroleague Basketball Next Generation Tournament). En ella logró la victoria al derrotar en la final a los juveniles del Košarkaški klub Crvena Zvezda de Belgrado, disputada en el Barclaycard Center de Madrid. Dončić fue de nuevo MVP del campeonato.

### Real Madrid
Tras ser referido como uno de los mejores jugadores emergentes en años del baloncesto europeo, debutó en el primer equipo del Real Madrid el 30 de abril de 2015. En el encuentro, correspondiente a la Liga ACB ante el Club Baloncesto Málaga, anotó su primer triple en el primer balón que tocó y se convirtió, a la edad de 16 años y 2 meses, en el jugador más joven en debutar en la historia del Real Madrid en la máxima competición española, y el tercero más joven de la historia de la competición, tras Ricky Rubio (14 años y 11 meses) y Ángel Rebolo (15 años y 3 meses).
Apenas unos días después disputó también algunos minutos frente al Obradoiro Clube de Amigos do Baloncesto a los que se sumaron varios partidos del play-off por el título de Liga.
En la campaña 2015-16 se incorporó oficialmente a la disciplina del Real Madrid como uno de los 12 jugadores de la primera plantilla, disputando la Supercopa de España, la Copa Intercontinental y la Liga ACB —siendo el jugador más joven de la competición— y en las que se proclamó vencedor. A ellas se unió su debut en la Euroliga al disputar la jornada uno frente al Basketbolny Klub Khimki.
El 3 de octubre de 2016 disputó el NBA Global Games - Madrid, en que el Real Madrid Baloncesto se enfrentaba a Oklahoma City Thunder, venciendo 142-137.
Fue frente al Club Basket Bilbao Berri, donde logró sus mejores marcas en puntos (15), rebotes (6), asistencias (4) y valoración (22), batiendo los récords de anotación y de valoración de un jugador menor de 17 años en la historia de la Liga ACB llegando a ser ya considerado como uno de los grandes activos del baloncesto profesional europeo. El 22 de febrero logró su tercer campeonato de máximo nivel al conquistar de la Copa del Rey de 2016, convirtiéndose en el jugador más joven de la historia en lograr este trofeo.
Su progresión y afianzamiento al máximo nivel continuó en la temporada siguiente resaltando su actuación en la jornada 11 de la ACB 2016-17, al convertirse en el Jugador de la Jornada más joven de la historia de la competición, tras lograr sus topes en valoración (34), puntos (23) y asistencias (11). Unos días más tarde, en la jornada 13 de la Euroliga 2016-17, volvió a hacer historia al convertirse en el jugador más joven de la historia de la competición en obtener el MVP de la Jornada, tras lograr 16 puntos, 6 rebotes, 5 asistencias y 3 robos para 25 de valoración en apenas 19 minutos en pista. En la Euroliga 2017-18 fue el jugador con la media de valoración más alta de la temporada regular. Conquistando esa temporada la Euroliga con el Real Madrid, y obteniendo el MVP de la competición y de la Final Four, siendo el MVP más joven de la historia de la Euroliga.
Sus actuaciones hasta la fecha le llevaron a ser considerado como uno de los posibles elegidos en primera ronda del Draft de la NBA de 2018, el primero al que podría optar debido a su edad, llegando algunos portales especializados a situarle incluso en el top-3, siendo señalado como un futuro potencial de la National Basketball Association:

“Obviamente no espero de él que adquiera el nivel de sus compañeros de equipo que han pasado por la NBA ahora mismo, pero creo que será el mejor jugador europeo cuando, en su momento, entre en el Draft.” (Himar Ojeda, ojeador internacional de los Atlanta Hawks)

“Luka tiene un gran cuerpo y es suficientemente grande como para competir al mejor nivel ahora mismo. es un potencial top-5 del Draft.” (Rašo Nesterovič, ex-jugador de los San Antonio Spurs)

“Recuerdo cuando Luka era casi un niño pequeño, yo tendría 15 ó 16, y ya jugaba con su padre, Sasa. Nos había visto entrenar y aprendió enseguida. Yo pienso que Goran Dragić, es el mejor jugador que ha dado Eslovenia, y no porque sea mi hermano. Pero si Luka va a la NBA, se convertirá en una grandísima estrella.” (Zoran Dragić, ex-jugador NBA)

“Luka puede hacer de todo. No me gusta compararle con otros, pero creo que tiene un poco de Toni Kukoc, ve el juego como Dejan Bodiroga, se mueve como Drazen Petrovic y pasa como Milos Teodosic.” (Saša Dončić, padre del jugador)

“Mirando las proyecciones de la NCAA, Dončić está haciendo méritos para ser número uno del draft. Es muy fácil enamorarse de su manejo de balón, su creatividad, su capacidad de jugar en las tres posiciones abiertas y la confianza que tiene siendo tan joven.” (Jonathan Givony, periodista y scouting de Draft Express NBA)
Declaraciones sobre el futuro del jugador en la NBA.

En mayo de 2018, en un partido que le enfrenta al CB Sevilla, consigue un triple-doble, con 17 puntos, 10 rebotes y 10 asistencias. Se convierte con ello en el sexto jugador en conseguir esta estadística en la Liga ACB y el primero desde que Fran Vázquez lo lograra en 2007. En el mismo partido se convierte también en el primero jugador menor de 20 años que supera los 40 puntos de valoración en un partido.
Tras la temporada regular fue elegido MVP de la ACB de la temporada 2017-18 y conquistando un nuevo título de Liga.

### NBA

#### Dallas Mavericks

##### 2018-19: Rookie del Año
Dončić fue elegido en la tercera posición global del Draft de la NBA de 2018 por los Atlanta Hawks, que lo traspasaron esa misma noche a los Dallas Mavericks a cambio del número 5 ese mismo Draft, Trae Young, y una futura primera ronda del draft protegida. El 9 de julio firmó su contrato rookie con los Mavericks.
Hizo su debut en la NBA el 17 de octubre de 2018, registrando 10 puntos, 8 rebotes y 4 asistencias en la derrota por 121-100 ante los Phoenix Suns. El 21 de enero, Dončić registró su primer triple-doble en la NBA con 18 puntos, 11 rebotes y 10 asistencias en la derrota 116-106 ante los Milwaukee Bucks.Se convirtió en el tercer jugador más joven en la historia de la NBA en lograr la hazaña con 19 años y 327 días, detrás de LaMelo Ball y Markelle Fultz.
Se convirtió en el quinto jugador en la historia de la NBA en promediar al menos 20 puntos, 5 rebotes y 5 asistencias en su año de novato, uniéndose a Oscar Robertson (1960–61), Michael Jordan (1984–85), LeBron James (2003–04). y Tyreke Evans (2009-2010). Fue elegido Rookie del Año de la NBA, convirtiéndose así en el primer jugador esloveno y el segundo europeo, tras Pau Gasol, en conseguir este galardón.

##### 2019-20: Primer All-Star
El 26 de octubre de 2019 se convirtió en el primer Jugador menor de 21 años en tener 9 triples dobles en la historia de la NBA, superando así a LeBron James y Magic Johnson, con 7 y 5 respectivamente.
El 19 de noviembre de 2019 se convierte es el 2.º jugador más joven en lograr un triple-doble de más de 40 puntos, tras LeBron James.
El 21 de noviembre logra convertirse el 5.º jugador al promediar triple doble de 30 puntos en 10 partidos tras Michael Jordan, LeBron James, Russell Westbrook y Oscar Robertson.
El 9 de diciembre se convierte en el jugador que más partidos consecutivos (20) anota +20 puntos, 5 rebotes y 5 asistencias, superando la marca de Michael Jordan.
El 31 de diciembre se convierte junto a Oscar Robertson en el único jugador en la historia de la NBA en promediar +2000 puntos, +500 asistencias y +750 rebotes en sus primeros 100 partidos.[cita requerida]
El 7 de enero de 2020 consiguió superar a LeBron James en alcanzar más triples-dobles de +30 puntos antes de alcanzar los 22 años.
El 5 de marzo se convierte en el 5.º jugador de la historia en conseguir 10 triples dobles de +30 puntos en una sola temporada, haciendo elenco con Michael Jordan, Oscar Robertson, Russell Westbrook y James Harden.
Ya en postemporada, el 20 de agosto batió el récord de puntos en un estreno en los playoffs ante Los Angeles Clippers de Paul George y Kawhi Leonard: 42 puntos. Con los 28 del segundo partido, fue el primer jugador en llegar a 70 en sus dos primeras actuaciones desde los 75 de George Mikan en 1949. En el siguiente partido (13+10+10) se lesionó, pero le dio tiempo a ser el tercero más joven (tras Magic Johnson y LeBron James) en firmar un triple-doble en playoffs. En el cuarto encuentro, el esloveno terminó con 43 puntos, 17 rebotes y 13 asistencias, su segundo triple-doble consecutivo. Uniéndose así a Magic Johnson como los únicos jugadores en la historia de la NBA en conseguir triples-dobles en dos de sus primeros cuatro partidos de Playoffs. También ingresó en el club de jugadores que han tenido una actuación de más de 40 puntos, 15 rebotes y 10 asistencias en Playoffs. Antes de este partido solo figuraban en la lista Oscar Robertson y Charles Barkley. A pesar de esas buenas actuaciones, cayó eliminado (2-4).

##### 2020-21
Dado su excelente rendimiento durante los playoffs de la temporada anterior, las casas de apuestas en Estados Unidos le señalaron como el favorito para ganar el premio al MVP de la temporada 2020-21. El 6 de febrero, alcanzó su puntuación más alta en un partido oficial (42 puntos) en la victoria de 134-132 sobre Golden State Warriors. El 12 de febrero rompe su récord personal al llegar a los 46 puntos en la victoria de 143-130 sobre New Orleans Pelicans.
El 18 de febrero de 2021, fue elegido por segunda vez para disputar el All-Star Game que se celebró en Atlanta. El 15 de abril ante Memphis Grizzlies anotó un triple ganador sobre la bocina y, al día siguiente ante New York Knicks, repartió 19 asistencias. El 1 de mayo, completa un nuevo triple doble en la victoria frente a los Washington Wizards, siendo además el único junto a Westbrook, Magic Johnson y Oscar Robertson en conseguir al menos 30 puntos y 20 asistencias en un triple-doble.
Ya en postemporada, volvió a caer en primera ronda ante los Clippers de Paul George y Kawhi Leonard, por segundo año consecutivo, esta vez en el séptimo encuentro (3-4).
El 10 de agosto de 2021, acuerda una extensión de contrato con los Mavs por $207 millones y 5 años.

##### 2021-22: Finales de Conferencia
Durante su cuarta temporada en Dallas, el 19 de enero de 2022 ante Toronto Raptors anotó 41 puntos y capturó 14 rebotes. El 2 de febrero de 2022, ante Oklahoma City Thunder anotó 40 puntos y repartió 10 asistencias. El 3 de febrero, se anunció su presencia como reserva en el All-Star Game de la NBA 2022, siendo la tercera participación de su carrera. El 4 de febrero, ante Philadelphia 76ers, registró un nuevo triple doble con 33 puntos, 13 rebotes y 15 asistencias. El 10 de febrero, ante Los Angeles Clippers anota 51 puntos. Sus buenos números durante el mes de febrero, le llevaron a adjudicarse el premio al mejor jugador del mes de la conferencia Oeste. El 3 de marzo, ante Golden State Warriors anota 41 puntos. El 29 de marzo consigue un triple-doble ante Los Angeles Lakers con 34 puntos, 12 rebotes y 10 asistencias, siendo el décimo de la temporada. El 3 de abril ante Milwaukee Bucks anota 32 puntos y reparte 15 asistencias. Ya en postemporada, el 2 de mayo, en el primer encuentro de semifinales de conferencia ante Phoenix Suns consigue 45 puntos y 12 rebotes. En el séptimo y definitivo partido ante los Suns, se convirtió en el segundo jugador más joven en la historia de la NBA en conseguir al menos 35 puntos y 10 rebotes en un séptimo encuentro, solo superado por Tom Heinsohn, y en el primer jugador de los últimos 25 playoffs en lograr él solo los mismos o más puntos que todo su rival en una mitad de partido. Fue incluido en el mejor quinteto de la liga.

##### 2022-23
En su quinto año, el 27 de octubre de 2022, registra un triple-doble de 41 puntos, 14 asistencias y 11 rebotes ante Brooklyn Nets. El 30 de octubre anota 44 puntos ante Orlando Magic. Ese día se convirtió en el primer jugador de la historia de la NBA en sumar 200 puntos, 50 rebotes y 50 asistencias en los primeros 6 partidos de una temporada, y tras anotar 30 o más puntos en esos seis partidos, igualar la marca que tenía Michael Jordan desde 1986, récord que ampliaría en su siguiente partido, el 2 de noviembre, en una victoria por 103–100 contra Utah Jazz, cuando anotó 33 puntos y se convirtió en el primer jugador desde Wilt Chamberlain en la temporada 1962–63 en anotar al menos 30 puntos en cada uno de los primeros siete partidos de una temporada. El 12 de noviembre ante Portland Trail Blazers registra un triple-doble de 42 puntos, 13 rebotes y 10 asistencias.
El 18 de noviembre de 2022 logró el triple-doble número 50 de su carrera en la NBA ante Denver Nuggets (33 puntos, 11 rebotes y 11 asistencias), algo que antes de cumplir 25 años solo habían conseguido Oscar Robertson y Magic Johnson, superando a este último en edad (23 años y 263 días Dončić, 24 años y 91 días Magic) y en número de partidos que necesitaron (278 del esloveno por 279 del estadounidense). El 23 de noviembre anota 42 puntos ante Boston Celtics. El 29 de noviembre registra un triple doble de 41 puntos, 10 rebotes y 12 asistencias ante Golden State Warriors. El 23 de diciembre ante Houston Rockets consigue un doble-doble de 50 puntos y 10 asistencias. El 27 de diciembre ante New York Knicks registra un triple-doble de 60 puntos, 21 rebotes y 10 asistencias, siendo la máxima anotación de su carrera, récord de anotación de los Mavericks, su récord en rebotes y el primer triple doble de 60 puntos y 20 rebotes de la historia de la NBA. El 31 de diciembre anota 51 puntos ante San Antonio Spurs. Fue nombrado jugador del mes de diciembre de la conferencia Oeste. El 10 de enero de 2023 anota 43 puntos y atrapa 11 rebotes ante Los Angeles Clippers. El 24 de enero ante Washington Wizards anota 41 puntos y captura 15 rebotes. El 26 de enero fue elegido como titular para participar en el All-Star Game de 2023 de Salt Lake City, siendo su cuarta participación en el partido de las estrellas. El 30 de enero anota 53 puntos ante Detroit Pistons. El 2 de marzo anota 42 puntos y reparte 12 asistencias ante Philadelphia 76ers. El 26 de marzo consigue 40 puntos y 12 rebotes ante Charlotte Hornets. El 1 de abril otro doble-doble de 42 puntos y 10 rebotes ante Miami Heat Ese año no se clasificó para playoffs, y al término de la temporada regular fue incluido en el mejor quinteto de la NBA.

##### 2023-24: Primeras Finales de NBA
En el primer encuentro de su sexta temporada en Dallas, el 25 de octubre de 2023 ante San Antonio Spurs, consigue un triple-doble (33-13-10), y en el segundo encuentro ante Brooklyn Nets, el 27 de octubre, anota 49 puntos. El 10 de noviembre anota 44 puntos ante Los Angeles Clippers. El 28 de noviembre anota 40 puntos ante Houston Rockets. El 6 de diciembre consigue un triple doble de 40 puntos, 10 rebotes y 11 asistencias ante Utah Jazz. El 16 de diciembre un nuevo triple-doble de 40 puntos (40-12-10) ante Portland Trail Blazers. El 25 de diciembre consigue 50 puntos y 15 asistencias ante Phoenix Suns. Ese día además se convirtió en el sexto jugador más joven de la historia en alcanzar los 10.000 puntos, y el segundo tras Wilt Chamberlain en lograr más de 10.000 puntos, 2.500 rebotes y 2.500 asistencias en menos partidos. El 3 de enero de 2024 anota 41 puntos ante Portland Trail Blazers. El 25 de enero fue elegido como titular para el All-Star Game, siendo la quinta elección de su carrera. Al día siguiente anota 73 puntos ante Atlanta Hawks, siendo su récord personal, récord de la franquicia e igualando la cuarta anotación más alta de la historia de la liga. El 29 de enero anota 45 puntos y reparte 15 asistencias ante Orlando Magic. El 3 de febrero anotó 40 puntos ante Milwaukee Bucks. El 22 de febrero consigue 41 puntos ante Phoenix Suns. El 27 de febrero anota 45 puntos ante Cleveland Cavaliers. Fue nombrado jugador del mes de febrero de la conferencia Oeste. El 9 de marzo de 2024 consiguió 39 puntos, 10 rebotes y 10 asistencias ante Detroit Pistons, convirtiéndose en el primer jugador de la historia de la NBA en lograr seis triple-dobles consecutivos de 30 o más puntos. El 31 de marzo anota 47 puntos ante Houston Rockets. Fue nombrado jugador del mes de marzo de la conferencia Oeste. El 9 de abril, tras anotar 39 puntos ante Charlotte Hornets, se convirtió en el máximo anotador de los Dallas Mavericks en una temporada, superando a Mark Aguirre, que tenía el récord en 2330 puntos desde la temporada 83-84. Terminó la temporada regular siendo el líder de anotación con 33,9 por encuentro. En postemporada fue nombrado MVP de las Finales de la Conferencia Oeste.

##### 2024-25: Adiós a los Mavericks
Al comienzo de su séptimo año en Dallas, el 26 de octubre de 2024 ante Phoenix Suns, consigue un doble-doble de 40 puntos y 10 rebotes. El 15 de diciembre registra un triple-doble de 45 puntos, 13 asistencias y 11 rebotes ante Golden State Warriors.

#### Los Angeles Lakers

##### 2025: Llegada a Los Ángeles
El 2 de febrero de 2025 fue traspasado, junto a Maxi Kleber y Markieff Morris a Los Angeles Lakers a cambio de Anthony Davis, Max Christie y una selección de primera ronda del draft de 2029. Debutó con los Lakers el 10 de febrero ante Utah Jazz anotando 14 puntos. El 13 de marzo anotó 45 puntos y capturó 11 rebotes en la derrota ante Milwaukee Bucks. El 9 de abril, en su primer regreso a Dallas, anotó 45 puntos ante su exequipo.
El 2 de agosto de 2025 acuerda una extensión de contrato con Los Lakers por tres años y $165 millones.

## Selección nacional

### Categorías inferiores
Debido a una lesión no pudo participar con Eslovenia en el Europeo Sub-16 de 2014 celebrado en Letonia. Su debut con dicha categoría se pospuso al mes de diciembre de 2014 debutó en un torneo amistoso en Hungría, obteniendo de media 34.2 puntos, 8.2 rebotes y 48 de valoración por partido, con unos porcentajes de tiro de campo del 78.7%. En la final del torneo logró 45 puntos (15/18 T2, 4/7 T3), 7 rebotes y 59 de valoración en 25 minutos. En cuatro partidos promedió casi 35 puntos y 51 de valoración en solo 22 minutos, siendo el MVP del torneo.

### Selección absoluta

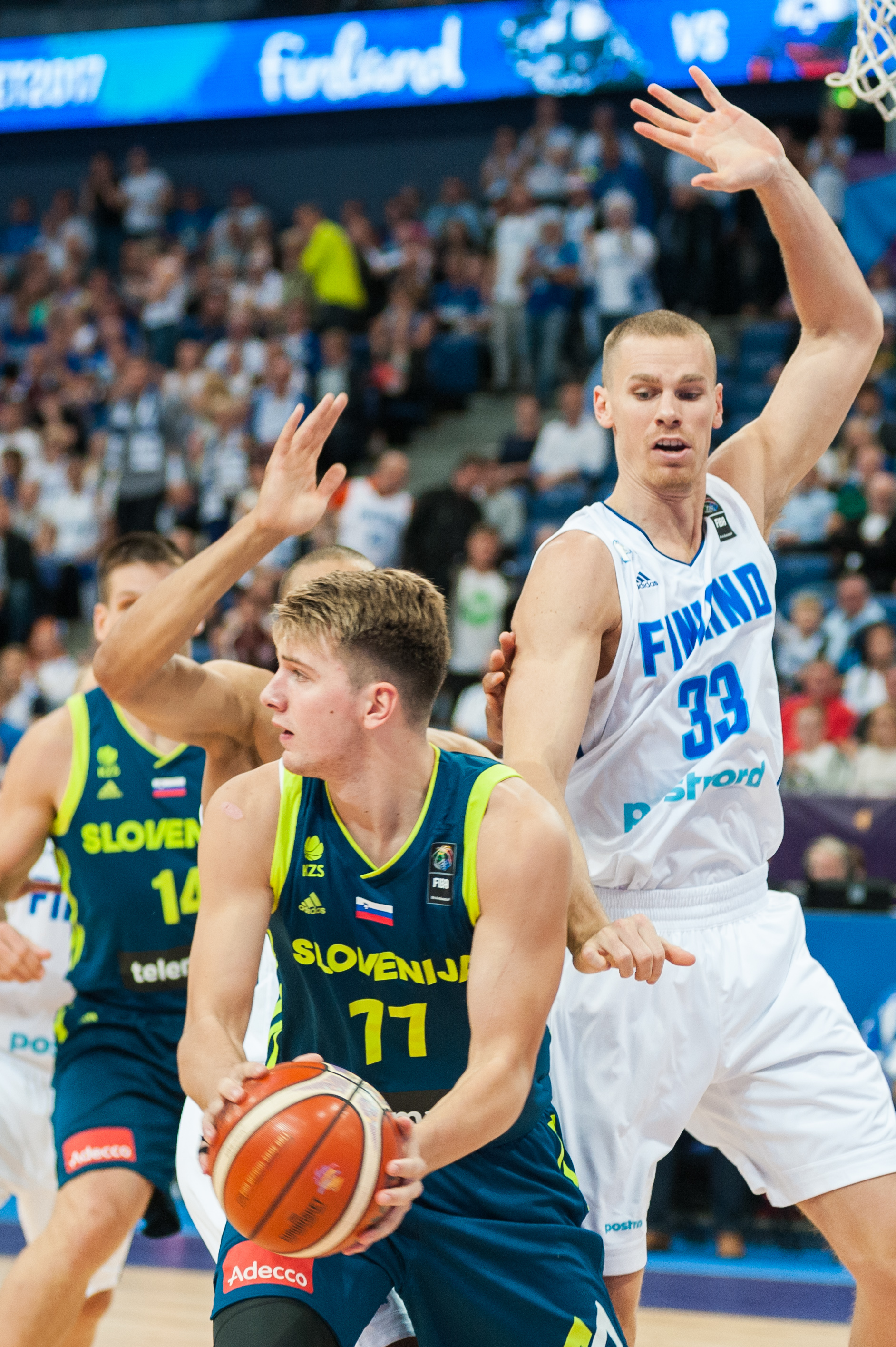
En el Eurobasket´2017, donde se proclamó campeón de Europa absoluto con Eslovenia, formando parte del Quinteto Ideal del Eurobasket.

Con solo 18 años pasó directamente a disputar encuentros con la selección nacional absoluta. Disputó los partidos de preparación para el Campeonato Europeo de Baloncesto Masculino de 2017, y luego el Eurobasket donde se proclamarían campeones, formando parte del Mejor Quinteto del torneo.
El 26 de julio de 2021, en su debut en los JJOO de Tokio, anotó 48 puntos, siendo el segundo mejor registro en anotación en unos Juegos Olímpicos, por detrás de los 55 del brasileño Oscar Schmidt (1988) e igualando a Ed Palubinskas (1976). Un buen torneo a nivel individual en el que Eslovenia finalizó en cuarto lugar, tras perder la final por el bronce ante Australia, dejando su estadística personal en 17 victorias y 2 derrotas con la selección.
En septiembre de 2022 disputó con el combinado absoluto esloveno el EuroBasket 2022, finalizando en sexta posición. Además, anotó 47 puntos el 7 de septiembre ante Francia, siendo la segunda mejor anotación de la historia del torneo.
Durante agosto y septiembre de 2023 fue integrante y capitán de la selección de Eslovenia que participó en el Mundial de 2023 celebrado en Asia, y que finalizó en séptimo lugar. Donde además fue incluido en el mejor quinteto.

## Estadísticas ACB y Euroliga

### Liga ACB
|  | Temporada en la que se proclama campeón de la Liga ACB |

#### Temporada regular
| Año     | Equipo      | PJ | PT | MPP  | %TC  | %3P  | %TL  | RPP | APP | ROB | TPP | PPP  | VAL. |
| ------- | ----------- | -- | -- | ---- | ---- | ---- | ---- | --- | --- | --- | --- | ---- | ---- |
| 2014-15 | Real Madrid | 3  | 0  | 2.7  | .500 | .500 | .750 | .7  | .0  | .0  | .0  | .8   | 1.7  |
| 2015-16 | Real Madrid | 31 | 0  | 14.1 | .600 | .428 | .720 | 2.8 | 1.9 | .4  | .3  | 4.9  | 6.6  |
| 2016-17 | Real Madrid | 32 | 11 | 19.9 | .590 | .320 | .790 | 4.3 | 3.1 | .7  | .4  | 7.8  | 12.6 |
| 2017-18 | Real Madrid | 28 | 16 | 24.0 | .617 | .280 | .773 | 5.7 | 5.0 | 1.1 | .4  | 12.8 | 19.3 |
| Total   | Total       | 94 | 27 | 18.7 | .601 | .320 | .766 | 4.1 | 3.2 | .7  | .4  | 8.1  | 12.3 |

#### Playoffs
| Año   | Equipo      | PJ | PT | MPP  | %TC  | %3P  | %TL  | RPP | APP | ROB | TPP | PPP | VAL. |
| ----- | ----------- | -- | -- | ---- | ---- | ---- | ---- | --- | --- | --- | --- | --- | ---- |
| 2015  | Real Madrid | 2  | 0  | 8    | .500 | .000 | .000 | 2   | .0  | .0  | .0  | 1   | 2    |
| 2016  | Real Madrid | 8  | 0  | 8    | .800 | .222 | .600 | 1.6 | .9  | .3  | .1  | 3.1 | 3.1  |
| 2017  | Real Madrid | 10 | 0  | 19.2 | .500 | .208 | .777 | 4.7 | 2.7 | .3  | 0   | 6.5 | 9.9  |
| Total | Total       | 20 | 0  | 13.6 | .563 | .206 | .739 | 3.2 | 1.7 | .3  | .1  | 4.6 | 6.4  |

### Euroliga
|  | Temporada en la que se proclama campeón de la Euroliga |

#### Fase de grupos & Top 16 / Liga regular
| Año     | Equipo      | PJ | PT | MPP  | %TC  | %3P  | %TL  | RPP | APP | ROB | TPP | PPP  | VAL. |
| ------- | ----------- | -- | -- | ---- | ---- | ---- | ---- | --- | --- | --- | --- | ---- | ---- |
| 2015-16 | Real Madrid | 10 | 0  | 11.4 | .407 | .286 | .909 | 2.2 | 2.2 | .1  | .4  | 3.2  | 5.9  |
| 2016-17 | Real Madrid | 29 | 12 | 19.3 | .526 | .409 | .833 | 4.4 | 4.3 | .9  | .2  | 8.3  | 13.9 |
| 2017-18 | Real Madrid | 27 | 11 | 25.7 | .615 | .322 | .813 | 4.8 | 4.6 | 1.2 | .4  | 16.9 | 22.7 |
| Total   | Total       | 66 | 23 | 20.6 | .567 | .355 | .836 | 4.2 | 4.1 | .9  | .3  | 11.0 | 16.3 |

#### Playoffs
| Año   | Equipo      | PJ | PT | MPP  | %TC  | %3P  | %TL  | RPP | APP | ROB | TPP | PPP  | VAL. |
| ----- | ----------- | -- | -- | ---- | ---- | ---- | ---- | --- | --- | --- | --- | ---- | ---- |
| 2016  | Real Madrid | 2  | 0  | 8.4  | .500 | .500 | .833 | 3   | 1   | .5  | .0  | 5    | 7.5  |
| 2017  | Real Madrid | 4  | 2  | 22.5 | .556 | .250 | .818 | 5.5 | 4.5 | 1   | .0  | 7    | 14.3 |
| 2018  | Real Madrid | 4  | 4  | 26.1 | .267 | .429 | .889 | 5.0 | 3.0 | .5  | .0  | 10.5 | 16.0 |
| Total | Total       | 10 | 6  | 21.1 | .429 | .371 | .849 | 4.8 | 3.2 | .7  | .0  | 8.0  | 13.6 |

#### Final Four
| Año   | Equipo      | PJ | PT | MPP  | %TC  | %3P  | %TL   | RPP | APP | ROB | TPP | PPP  | VAL. |
| ----- | ----------- | -- | -- | ---- | ---- | ---- | ----- | --- | --- | --- | --- | ---- | ---- |
| 2017  | Real Madrid | 2  | 1  | 19.6 | .000 | .000 | 1.000 | 3.0 | 2.5 | .0  | .5  | 3.0  | 2.0  |
| 2018  | Real Madrid | 2  | 1  | 29.4 | .400 | .300 | .778  | 5.0 | 3.0 | 1.0 | .5  | 15.5 | 17.5 |
| Total | Total       | 4  | 2  | 29.4 | .286 | .200 | .833  | 4.0 | 2.7 | .5  | .5  | 9.2  | 9.7  |

## Estadísticas de su carrera en la NBA
|  | Líder de la liga |

### Temporada regular
| Año      | Equipo      | PJ  | PT  | MPP  | %TC  | %3P  | %TL  | RPP | APP | ROB | TPP | PPP  |
| -------- | ----------- | --- | --- | ---- | ---- | ---- | ---- | --- | --- | --- | --- | ---- |
| 2018-19  | Dallas      | 72  | 72  | 32.2 | .427 | .327 | .713 | 7.8 | 6.0 | 1.1 | .3  | 21.2 |
| 2019-20  | Dallas      | 61  | 61  | 33.6 | .463 | .316 | .758 | 9.4 | 8.8 | 1.0 | .2  | 28.8 |
| 2020-21  | Dallas      | 66  | 66  | 34.3 | .479 | .350 | .730 | 8.0 | 8.6 | 1.0 | .5  | 27.7 |
| 2021-22  | Dallas      | 65  | 65  | 35.4 | .457 | .353 | .744 | 9.1 | 8.7 | 1.2 | .6  | 28.4 |
| 2022-23  | Dallas      | 66  | 66  | 36.2 | .496 | .342 | .742 | 8.6 | 8.0 | 1.4 | .5  | 32.4 |
| 2023-24  | Dallas      | 70  | 70  | 37.5 | .487 | .382 | .786 | 9.2 | 9.8 | 1.4 | .5  | 33.9 |
| 2024-25  | Dallas      | 22  | 22  | 35.7 | .464 | .354 | .767 | 8.3 | 7.8 | 2.0 | .4  | 28.1 |
| 2024-25  | L.A. Lakers | 28  | 28  | 35.1 | .438 | .379 | .791 | 8.1 | 7.5 | 1.6 | .4  | 28.2 |
| Total    | Total       | 450 | 450 | 34.9 | .468 | .350 | .751 | 8.6 | 8.2 | 1.2 | .5  | 28.6 |
| All-Star | All-Star    | 5   | 4   | 23.1 | .412 | .292 | —    | 2.6 | 5.4 | .2  | .0  | 7.0  |

### Playoffs
| Año   | Equipo      | PJ | PT | MPP  | %TC  | %3P  | %TL  | RPP | APP  | ROB | TPP | PPP  |
| ----- | ----------- | -- | -- | ---- | ---- | ---- | ---- | --- | ---- | --- | --- | ---- |
| 2020  | Dallas      | 6  | 6  | 35.8 | .500 | .364 | .656 | 9.8 | 8.7  | 1.2 | .5  | 31.0 |
| 2021  | Dallas      | 7  | 7  | 40.1 | .490 | .408 | .529 | 7.9 | 10.3 | 1.3 | .4  | 35.7 |
| 2022  | Dallas      | 15 | 15 | 36.8 | .455 | .345 | .770 | 9.8 | 6.4  | 1.8 | .6  | 31.7 |
| 2024  | Dallas      | 22 | 22 | 40.9 | .446 | .322 | .765 | 9.5 | 8.1  | 1.9 | .4  | 28.9 |
| 2025  | L.A. Lakers | 5  | 5  | 41.6 | .452 | .348 | .891 | 7.0 | 5.8  | 1.0 | .6  | 30.2 |
| Total | Total       | 55 | 55 | 39.2 | .461 | .347 | .737 | 9.2 | 7.8  | 1.6 | .5  | 30.9 |

## Logros y reconocimientos

### Selección nacional
- Medalla de Oro en el Campeonato Europeo de Baloncesto Masculino de 2017.

### Clubes
- Euroliga (2018)
- Copa Intercontinental (2015)
- 3x Liga ACB (2015, 2016, 2018)
- 2x Copa del Rey (2016, 2017)

### Logros individuales
Europa
- Mejor Quinteto del Eurobasket (2017)
- 2x Rising Star de la Euroliga (2017, 2018)
- MVP de la Euroliga (2018)
- MVP de la Final Four de la Euroliga (2018)
- MVP Liga Regular ACB (2018)
- 2x Mejor Jugador Joven de la Liga ACB (2017, 2018)
- 3x Quinteto Ideal Joven de la ACB (2016, 2017, 2018)

NBA
- Mejor quinteto de rookies de la NBA (2019)
- Rookie del Año de la NBA (2019)
- 5x All-Star de la NBA (2020, 2021, 2022, 2023, 2024)
- 5x mejor quinteto de la NBA (2020, 2021, 2022, 2023, 2024)
- Líder de anotación de la NBA (2024)
- MVP de las Finales de la Conferencia Oeste (2024)

### Récords
- Jugador más joven en enfrentarse a un equipo NBA con 16 años, 7 meses y 9 días.[136]
- Único jugador en la historia de la NBA en conseguir dos triple-doble con menos de 20 años.[137]
- Jugador más joven de la historia de la NBA en realizar un triple-doble de 30 puntos con 19 años y 333 días.[137]
- Primer y único jugador (hasta la fecha) en la historia de la NBA en conseguir un triple-doble de 35 puntos en 25 minutos o menos.[138]
- Segundo jugador más joven en la historia de la NBA en anotar 30 o más puntos durante 4 partidos consecutivos tras Kevin Durant.[139]
- Tercer jugador en la historia de la NBA que completa un mes natural con un promedio de triple doble de al menos 30 puntos (31,7 puntos / 10,4 rebotes / 10,4 asistencias en noviembre de 2019). Los únicos en conseguir tal hito habían sido Oscar Robertson (8 veces) y Russell Westbrook (2 veces).[140][141]
- Segundo jugador que ha logrado más partidos consecutivos (20) con al menos 20 puntos, 5 asistencias y 5 rebotes en cada partido, superando los 18 partidos de Michael Jordan. Las dos mejores rachas en esta estadística corresponden a Oscar Robertson con 29 y 25 partidos.[142][143]
- Jugador más joven en conseguir un triple doble de, al menos, 20 puntos + 15 rebotes + 15 asistencias.[144][145]
- Tercer jugador (tras Derrick Rose y Anthony Davis) y primer europeo que participa en el Rising Stars Challenge y el All-Star Game en el mismo año.[cita requerida]
- Jugador más joven, y único menor de 21 años, en lanzar 300 triples en su carrera en la NBA.[146]
- Jugador más joven en conseguir un triple doble de, al menos, 30 puntos + 20 rebotes + 10 asistencias.[147]
- Jugador con la mejor anotación en un debut en playoffs, con 42 puntos.[148]
- Cuarto jugador en anotar 40 puntos en playoffs con 21 años. Los otros tres son, Magic Johnson, LeBron James y Tracy McGrady.[148]
- Tercer jugador en playoffs en hacer 40 puntos, 15 rebotes y 10 asistencias. Los otros son Charles Barkley y Oscar Robertson.[149]
- Primer jugador en la historia en promediar más de 30 puntos, 8 rebotes y 8 asistencias en su primera temporada en playoff.[149]
- Jugador más rápido (194 partidos) en alcanzar los 5000 puntos en la NBA y cuarto más joven con 22 años y 67 días tras LeBron James (21 años y 22 días), Kevin Durant (21 años y 133 días) y Carmelo Anthony (21 años y 292 días).[150]
- Tercer jugador en conseguir un triple-doble en la historia de los Juegos Olímpicos, tras Aleksandr Belov y LeBron James.[151]
- Primer jugador en la historia de la NBA en conseguir al menos 60 puntos, 20 rebotes y 10 asistencias en un partido, el 27 de diciembre de 2022 ante New York Knicks.[88]
- Primer jugador de los Dallas Mavericks en conseguir un triple-doble en el primer partido de la temporada, el 25 de octubre de 2023.[152]
- Segundo jugador, tras Wilt Chamberlain, en lograr más de 10.000 puntos, 2.500 rebotes y 2.500 asistencias en menos partidos.[153]
- Primer jugador de la historia de la NBA en lograr seis triple-dobles consecutivos de 30 o más puntos.[115]

| Puntos: 73 (cuarta anotación más alta de la historia de la NBA) - vs Atlanta Hawks, 26 de enero de 2024 Porcentaje de tiros de campo: 17-21 (.81) - vs Los Angeles Clippers, 10 de noviembre de 2023 Tiros de campo convertidos: 25 - vs Atlanta Hawks, 26 de enero de 2024 Tiros de campo intentados: 35 - vs New Orleans Pelicans, 17 de febrero de 2022 Tiros libres convertidos: 18 - 3 veces Tiros libres intentados: 22 - 2 veces Triples convertidos: 9 - 2 veces Triples intentados: 17 - vs Charlotte Hornets, 9 de abril de 2024 | Rebotes: 21 - vs New York Knicks, 27 de diciembre de 2022 Asistencias: 20 - vs Washington Wizards, 1 de mayo de 2021 Robos: 5 - vs Denver Nuggets, 7 de enero de 2021 Tapones: 4 - vs Charlotte Hornets, 13 de enero de 2021 Perdidas: 9 - 6 veces Minutos jugados: 53 - vs Los Angeles Lakers, 12 de enero de 2023 (w/ 2 OT) Triples dobles: 82 - 77 con Dallas Mavericks - 5 con Los Angeles Lakers (a 12 de mayo de 2025) Triples dobles en una temporada: 21 - 2023-24 |

### Partidos ganados sobre la bocina
|      | con Dallas Mavericks         |
| (PO) | Denota un partido de PlayOff |

| Número | Tiro         | Margen | Resultado | Oponente             | Fecha                  |
| ------ | ------------ | ------ | --------- | -------------------- | ---------------------- |
| 1 (PO) | Tiro de tres | -1     | 133-135   | Los Angeles Clippers | 23 de agosto de 2020   |
| 2      | Tiro de tres | -2     | 114-113   | Memphis Grizzlies    | 14 de abril de 2021    |
| 3      | Tiro de tres | Empate | 104-107   | Boston Celtics       | 6 de noviembre de 2021 |

## Vida personal
Luka habla cuatro idiomas: esloveno, serbio, inglés y español.
En julio de 2023 anunció, con una imagen en sus redes sociales, el compromiso de matrimonio con Anamaria Goltes. El 1 de diciembre de 2023 nació su primera hija, Gabriela.